# 城郊镇 (龙岩市)
城郊镇，是中华人民共和国福建省龙岩市永定区下辖的一个乡镇级行政单位。

## 行政区划
城郊镇下辖以下地区：
中坑村、东溪村、上下斜村、樟尧村、兰地村、古一村、双溪村、三峰村、古二村、桃坑村、龙门村、书岭村、万美村和彩霞村。